# 上海遠洋賓館
上海遠洋賓館是位於中華人民共和國上海市虹口區大名路與霍山路路口的一座賓館，高度為105.3米，地上31層，地下1層，於1985年3月27日打樁，1988年6月30日竣工，同年12月20日對外營業。